# Sjumannarugby vid olympiska sommarspelen 2024
Sjumannarugby vid olympiska sommarspelen 2024 arrangerades mellan den 24 och 30 juli 2024 i Stade de France i Paris i Frankrike. Programmet bestod av en tävling för herrar och en tävling för damer med 12 lag i vardera tävling.

## Medaljörer
| Sjumannarugby                   | Guld | Silver | Brons |
| Damernas turnering Detaljer...  | Nya Zeeland Michaela Blyde Jazmin Felix-Hotham Sarah Hirini Tyla King Jorja Miller Manaia Nuku Mahina Paul Risaleeana Pouri-Lane Alena Saili Theresa Setefano Stacey Waaka Portia Woodman-Wickliffe               | Kanada Caroline Crossley Olivia Apps Alysha Corrigan Asia Hogan-Rochester Chloe Daniels Charity Williams Florence Symonds Carissa Norsten Krissy Scurfield Fancy Bermudez Piper Logan Keyara Wardley Taylor Perry Shalaya Valenzuela | USA Alev Kelter Lauren Doyle Kayla Canett Kristi Kirshe Ilona Maher Ariana Ramsey Naya Tapper Alena Olsen Alex Sedrick Sammy Sullivan Sarah Levy Stephanie Rovetti                                         |
| Herrarnas turnering Detaljer... | Frankrike Varian Pasquet Andy Timo Rayan Rebbadj Théo Forner Stephen Parez Paulin Riva Jefferson-Lee Joseph Antoine Zeghdar Aaron Grandidier Nkanang Jean-Pascal Barraque Antoine Dupont Jordan Sepho Nelson Épée | Fiji Joji Nasova Joseva Talacolo Jeremia Matana Sevuloni Mocenacagi Iosefo Masi Ponepati Loganimasi Terio Tamani Waisea Nacuqu Jerry Tuwai Iowane Teba Kaminieli Rasaku Selestino Ravutaumada Josaia Raisuqe Filipe Sauturaga        | Sydafrika Christie Grobbelaar Ryan Oosthuizen Impi Visser Zain Davids Quewin Nortje Tiaan Pretorius Tristan Leyds Selvyn Davids Shaun Williams Rosko Specman Siviwe Soyizwapi Shilton van Wyk Ronald Brown |

Denna tabell: visa • redigera

## Medaljtabell
*   Värdland ( Frankrike)
| Nr                  | Nation              | Guld | Silver | Brons | Totalt |
| ------------------- | ------------------- | ---- | ------ | ----- | ------ |
| 1                   | Nya Zeeland         | 1    | 0      | 0     | 1      |
| 1                   | Frankrike*          | 1    | 0      | 0     | 1      |
| 3                   | Kanada              | 0    | 1      | 0     | 1      |
| 3                   | Fiji                | 0    | 1      | 0     | 1      |
| 5                   | USA                 | 0    | 0      | 1     | 1      |
| 5                   | Sydafrika           | 0    | 0      | 1     | 1      |
| Totalt (6 nationer) | Totalt (6 nationer) | 2    | 2      | 2     | 6      |